# Camacinia harterti
Camacinia harterti – gatunek ważki z rodziny ważkowatych (Libellulidae). Występuje w Azji Południowo-Wschodniej oraz w południowych Chinach; stwierdzony na Sumatrze, Borneo, Półwyspie Malajskim, w Tajlandii, Wietnamie, Laosie oraz chińskich prowincjach Guangdong i Junnan.